# 콘스탄티노폴리스 대궁전

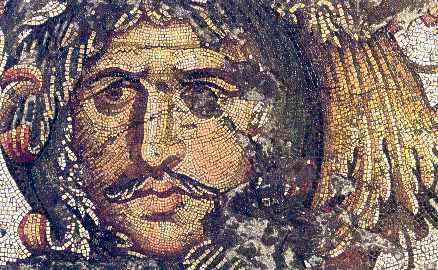
콘스탄티노폴리스 대궁전의 바닥에 있었던 모자이크

콘스탄티노폴리스 대궁전(그리스어: Μέγα Παλάτιον, 튀르키예어: Büyük Saray)은 동로마 제국의 수도 콘스탄티노폴리스에 있었던 거대한 궁전 복합물이다. 현재의 이스탄불 구 시가지에 위치해 있었으며 성스러운 궁전(라틴어: Sacrum Palatium, 그리스어: Ιερόν Παλάτιον)이라고도 불린다. 330년부터 1081년까지 동로마 제국의 역대 황제의 거처로 쓰였으며, 800년 이상에 걸쳐 동로마 제국 통치의 중심지 역할을 하였다. 현재는 극히 일부인 옛 건물의 흔적이나 기초 부분만 존재한다.

## 역사
330년에 콘스탄티누스 1세가 로마에서 콘스탄티노플로 수도를 옮겼을 때, 그는 자신과 그 후사들을 위해 궁전을 짓기로 했다. 궁전은 경마장과 아야 소피아 사이에 마련되었다. 몇 번의 확장 및 복구를 거쳤고, 특히 유스티니아누스 1세와 테오필로스 치세에서 대규모 복원 및 확장이 이루어졌다.
13세기 초두까지 콘스탄티노폴리스 대궁전은 콘스탄티노플의 통치와 의례의 중심지 구실을 했다. 하지만 콤네노스 왕조 초기부터 황제(바실레오스)의 거처는 블라케르나이의 궁전 쪽이 보다 선호받았다. 제4차 십자군 당시 콘스탄티노플은 십자군에게 약탈당했다. 이때 몬테라토 후작 보니파치오가 이끄는 군사들에게 대궁전 역시 약탈당하고, 십자군이 세운 라틴 제국에서 대궁전을 사용하였으나, 수복할 자금이 모자랐다. 라틴 제국 마지막 황제 보두앵 2세 드 쿠르토네는 궁전의 연판제 기둥을 뽑아 팔기도 했다고 한다.
1261년, 황제(바실레오스) 미카엘 8세 팔라이오로구스의 군이 콘스탄티노플을 탈환하였을 때, 대궁전은 거의 무너져 있었다. 팔라이올로고스 왕조의 황제(바실레오스)들은 대궁전을 방치해 두고 블라케르나이의 궁전을 주로 사용하였다. 때문에 1453년에 메메드 2세가 콘스탄티노플을 점령하고 성으로 입성했을 때, 대궁전은 폐허로 변해 그 빈 터에 연못이나 별장이 들어차 있었고, 메메드 2세는 페르시아 시인 피르다우시의 다음과 같은 시를 읊었다고 전한다.
「거미는 제왕의 궁전에 제 집을 치고
올빼미는 아프라시야브의 탑에서 우네.」
콘스탄티노폴리스 대궁전의 대부분은 오스만 제국 초기 콘스탄티노플 전체의 재건의 일환으로 철거되었다. 그러나 20세기 초두에 화재로 대궁전의 엣 터 일부가 그 모습을 드러냈다. 그 무렵 독립주택이나, 많은 수의 큰 방과 무덤으로 보이는 유구 등이 발굴되었다. 대궁전의 발굴 조사는 현재까지도 이스탄불에서 행하고 있지만, 발굴 조사가 이루어진 것은 대궁전 부지의 1/4 정도밖에 되지 않으며, 대궁전 부지 위에 술탄 아흐메트 모스크와 그에 딸린 각종 건물이 세워져 있어 대대적인 발굴은 불가능하다. 발굴된 모자이크화 대부분은 이스탄불의 모자이크 박물관에 전시되어 있다.

## 해설

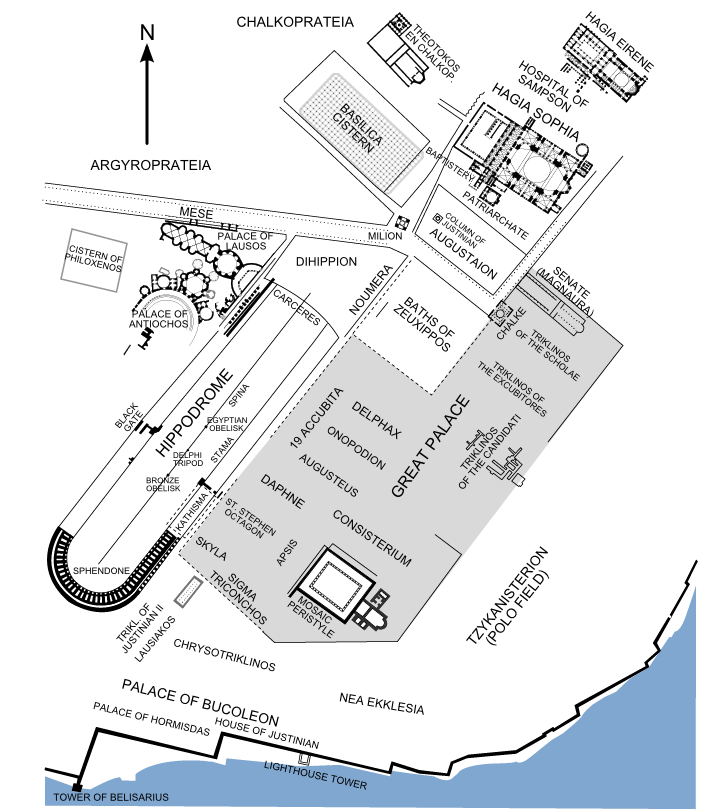
콘스탄티노플 중심지의 지도. 콘스탄티노폴리스 대궁전은 문헌 등에 따르면 아래쪽의 빗금 안쪽에 있었다고 전한다(짙게 칠해진 부분은 현존하는 터)

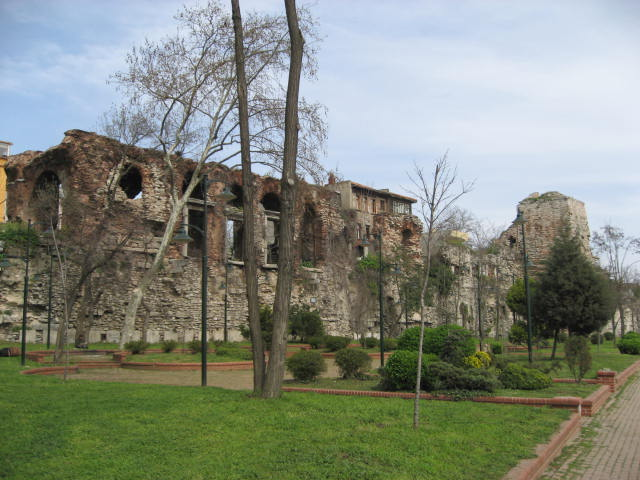
브콜레온 궁전의 옛 터

대궁전은 콘스탄티노플의 반도 서남단에 있었고, 콘스탄티노플 경마장과 아야 소피아의 배후에 있었다. 오스만 제국 시대에 세워진 톱카프 궁전처럼 많은 수의 별관으로 구성되어 있었던 것으로 보인다. 콘스탄티노플 대궁전의 총부지 면적은 200,000 제곱미터 (2,200,000 ft2) 이상이다.
정면 입구는 아우구스타이온 광장의 카르케 문이다. 광장은 아야 소피아 남쪽에 접한 위치에 있고, 콘스탄티노플의 큰길(en)이 이곳을 기점으로 한다. 광장 동쪽으로 접하고 있는 콘스탄티노폴리스 원로원 의사당 또는 마그나우라 궁전(en)이 있는데, 훗날 대학에 넘어갔다. 또한 광장 서쪽에는 동로마 제국 안의 모든 이정표(마일 스톤)의 기점이 되었던 밀리온(Milion)이 있고, 남쪽으로 공중 목욕탕이 있었다(다만 목욕탕으로써의 기능은 고대 말기까지였고, 중세 이후에는 감옥이나 막사, 견직물 장인들이 전용하였다).
카르케 문을 들어서면 남쪽에 근위병단(Scholae Palatinae)의 막사가 있다. 막사 뒤로는 19개 다리 길이의 아쿠비타(Accubita)가 마련된 응접홀(이 홀은 고대 로마풍의 긴 의자에 드러누워 식사를 하는 연회가 가능했다고 한다)이 있고, 동로마 제국 초기에는 황제(임페라토르)의 거처였던 다프네 궁전(en)으로 이어진다. 이 궁전에는 황제(임페라토르)의 침실(악타곤Octagon)이 있다. 다프네 궁전에서 콘스탄티노플 경마장의 황제 전용석(카티스마kathisma)로 직접 연결된 통로가 있다. 알현실(Chrysotriklinos)은 콘스탄티노스 2세가 지은 것이다. 바실레이오스 1세가 이를 확장시키고 개수하였다. 그 바로 옆에 궁전 안에서 예배를 보는 곳이 마련되어 있다. 북쪽에는 황제(바실레이오스) 테오필로스가 세웠던 트리콘코스(Triconchos) 궁전이 있고, 시그마(Sigma)라 불리는 반원형의 대기실을 통해 오갈 수 있도록 되어 있다. 트리콘코스 동쪽에는 바실레이오스 1세가 지은 도금된 다섯 개의 돔이 있는 호화스러운 장식의 니아 이클리시아(Nea Ekklesia)가 있다. 새로운 교회라는 뜻의 이 건물은 오스만 제국이 콘스탄티노플을 정복한 뒤에도 남았지만, 교회가 아닌 탄약고로 사용되다 1490년에 낙뢰 사고를 당해 폭발해 버렸다. 이 교회와 바닷가 성벽 사이에 트지카니스데리온(Tzykanisterion)이라는 폴로의 일종인 운동 경기가 열리는 경기장이 있었다.
더 남쪽에는 주요 건축물들에서 떨어진 바닷가에 브콜레온 궁전이 있다. 바닷가 성벽의 일부로써 테오필로스가 지은 것으로 13세기까지 주로 사용되었다. 특히 라틴 제국(1204년 - 1261년)의 황제들은 바닷가가 보이는 이 궁전을 좋아하였다. 바닷가 쪽으로 문을 내고, 그곳에 브콜레온 항을 두었다.

## 같이 보기
- 술탄아흐메트 광장
- 블라헤르네궁